# Rabboxtjärnarna
Rabboxtjärnarna är varandra näraliggande sjöar i Krokoms kommun i Jämtland och ingår i Indalsälvens huvudavrinningsområde.
- Rabboxtjärnarna (Aspås socken, Jämtland, 705017-143584), sjö i Krokoms kommun, 63°33′15″N 14°30′51″Ö / 63.5541°N 14.5142°Ö
- Rabboxtjärnarna (Aspås socken, Jämtland, 705023-143627), sjö i Krokoms kommun, 63°33′17″N 14°31′22″Ö / 63.5547°N 14.5229°Ö